# Jazida mineral
Jazida mineral é uma concentração local de uma ou mais substâncias úteis que tenham valor económico, seja na superfície ou no interior da Terra. Ainda que o termo seja mais associado a uma concentração de minerais, pode referir-se  também à concentração de outras substâncias naturais, inclusive fósseis, tais como o carvão e o petróleo. É também um dos estudos da geologia.

## Tipos de jazidas
Quanto à sua origem, as jazidas podem ser classificadas como:
- Jazidas magmáticas
- Jazidas metamórficas
- Jazidas aluvionares
- Jazidas petrolíferas
- Jazidas carboníferas